# Mauro Simone
Mauro Simone (Genk, 27 september 1984) is een Belgische voormalig voetballer die als middenvelder speelde.
Hij stond sinds het seizoen 2002/2003 onder contract bij Fortuna Sittard. Daarvoor speelde hij in de jeugd bij RC Genk en Fortuna. Ook zijn broer Angelo Simone speelde bij Fortuna.
Na afloop van het seizoen 2004/05 gaat hij naar de Belgische derdeklasser KSK Hasselt, een paar weken later gaat hij echter alweer naar vierdeklasser FC Hedera Millen. Daarna kwam hij in de provinciale reeksen te spelen en kwam hij uit voor Cobox '76 (tot 2008) en Bregel Sport. In 2013 stapt hij over naar Victoria VV 's Herenelderen. In 2014 werd hij speler/trainer van As VV en na de fusie met Niel SK in 2017 werd hij trainer van de fusieclub As-Niel United.

## Statistieken
| Seizoen | Club             | Wedstrijden | Doelpunten | Competitie      |
| ------- | ---------------- | ----------- | ---------- | --------------- |
| 2002/03 | Fortuna Sittard  | 2           | 0          | Eerste divisie  |
| 2003/04 | Fortuna Sittard  | 9           | 0          | Eerste divisie  |
| 2004/05 | Fortuna Sittard  | 18          | 0          | Eerste divisie  |
| 2005/06 | KSK Hasselt      | 0           | 0          | Derde klasse B  |
| 2005/06 | FC Hedera Millen | 26          | 3          | Vierde klasse C |
| Totaal  |                  | 55          | 3          |                 |